# Bumban
Bumban é uma cidade da Serra Leoa.